# Mario Brandenburg

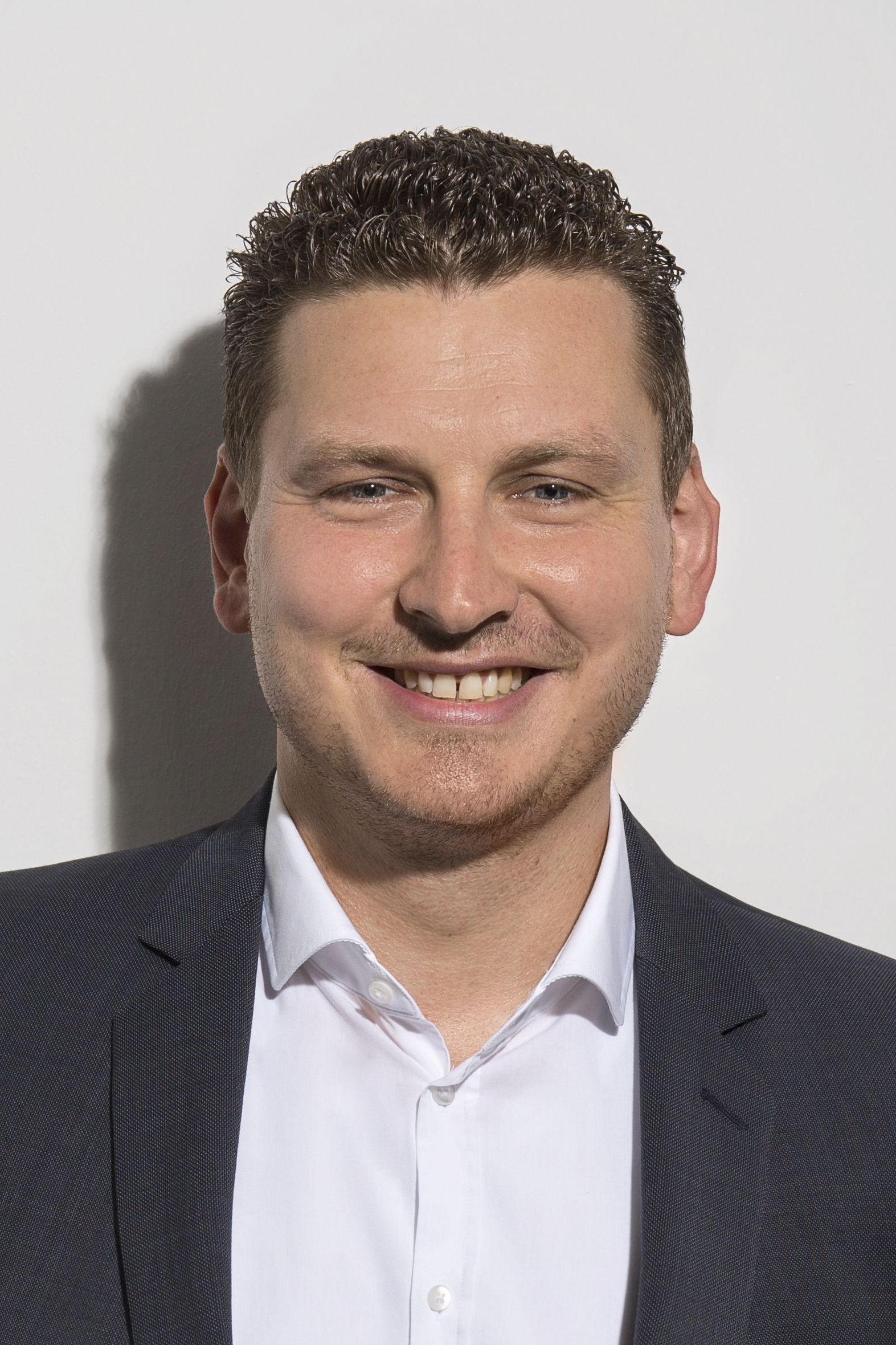
Mario Brandenburg (2017)

Mario Brandenburg (* 3. Oktober 1983 in Bad Bergzabern) ist ein deutscher Politiker (FDP). Er war von 2017 bis 2025 Abgeordneter im Deutschen Bundestag. Von 2022 bis 2024 war er zudem Parlamentarischer Staatssekretär im Bundesministerium für Bildung und Forschung.

## Leben und Beruf
Mario Brandenburg studierte mit dem Abschluss Bachelor an der Hochschule Karlsruhe und schloss an der Hochschule Ludwigshafen ein Studium der Wirtschaftsinformatik mit einem Master (M.Sc.) ab. Seitdem war er beim Softwarekonzern SAP beschäftigt, wo er zunächst in der Softwareentwicklung, schließlich in der Beratung und zuletzt im internationalen Produktvertrieb tätig war.
Brandenburg ist konfessionslos, verheiratet, hat zwei Kinder und lebt im südpfälzischen Rülzheim.

## Partei und Politik
Brandenburg ist seit 2010 Mitglied der FDP. Bei der Kommunalwahl 2014 wurde er sowohl in den Gemeinde- als auch in den Verbandsgemeinderat von Rülzheim gewählt.
2017 kandidierte Brandenburg im Bundestagswahlkreis Südpfalz und auf Platz 3 der Landesliste der FDP Rheinland-Pfalz zur Bundestagswahl 2017 und wurde so am 24. September 2017 zum Abgeordneten des 19. Deutschen Bundestages gewählt.
Im Bundestag war Brandenburg Obmann des Ausschusses für Digitale Agenda und der Enquete-Kommission „Künstliche Intelligenz“. Zudem ist Brandenburg als ordentliches Mitglied im Ausschuss für Bildung, Forschung und Technikfolgenabschätzung vertreten.
Ebenso setzt sich Mario Brandenburg für die intensive Förderung von Computerspielen und Videospielen ein. So spricht er sich für die Anerkennung von E-Sports als Sport aus. Auch kämpft Mario Brandenburg für die konsequente Förderung der Videospiele als Wirtschaftszweig und setzt sich für die Marktliberalisierung dieser Branche ein.
Bei der Bundestagswahl 2021 zog er über Platz 3 der Landesliste der FDP Rheinland-Pfalz erneut in den Bundestag ein, ohne in einem Wahlkreis als Direktkandidat kandidiert zu haben.
Ab dem 3. Juni 2022 war er als Nachfolger von Thomas Sattelberger Parlamentarischer Staatssekretär bei der Bundesministerin für Bildung und Forschung, Bettina Stark-Watzinger. In dieser Position  wurde er am 1. August 2022 zudem zum Beauftragten für Transfer und Ausgründungen aus der Wissenschaft ernannt. Aufgrund des Auseinanderbrechens der Ampelkoalition wurde seine zuständige Bundesministerin Bettina Stark-Watzinger von Bundespräsident Frank-Walter Steinmeier am 7. November 2024 entlassen, womit auch seine Amtszeit als Parlamentarischer Staatssekretär endete.
Im Mai 2024 gab Brandenburg bekannt, bei der Bundestagswahl 2025 nicht erneut zu kandidieren.